# Tieteberga
Tieteberga (RV737) és un dramma per musica perdut amb música d'Antonio Vivaldi i llibret en italià d'A. M. Lucchini.
L'òpera es va estrenar al Teatre San Moisè de Venècia el 16 d'octubre de 1717. L'obra incloïa nou àries d'altres compositors.

## Personatges
| Personatge | Tessitura           | Repartiment de l'estrena |
| ---------- | ------------------- | ------------------------ |
| Ercinio    | contralto castrato  | Francesco Braganti       |
| Guido      | soprano (travestit) | Rosa Venturini           |
| Clotilde   | soprano             | Chiara Orlandi           |
| Valdrada   | contralto           | Antonia Merighi          |
| Tieteberga | contralto           | Costanza Maccari         |
| Lotario    | contralto castrato  | Francesco Natali         |
| Marciano   | baix                | Annibale Imperatori      |